# (8444) Popovich
(8444) Popovich es un asteroide perteneciente al grupo de los que cruzan la órbita de Marte, descubierto el 8 de octubre de 1969 por la astrónoma soviética Liudmila Chernyj desde el Observatorio Astrofísico de Crimea (República de Crimea, Rusia).

## Designación y nombre
Designado provisionalmente como 1969 TR1. Fue nombrado en homenaje al astronauta soviético Pável Popóvich.